# Parafia św. Józefa Oblubieńca Najświętszej Maryi Panny w Bielinach
Parafia Świętego Józefa Oblubieńca Najświętszej Maryi Panny – parafia rzymskokatolicka w Bielinach (diecezja kielecka, dekanat daleszycki). Erygowana w 1637. Duszpasterstwo w niej prowadzą księża diecezjalni.

## Księża
Na terenie parafii posługują:
- proboszcz – ks. Jan Wojtyna
- wikariusz – ks. Wojciech Rutczyński
- wikariusz – ks. Grzegorz Nowakowski

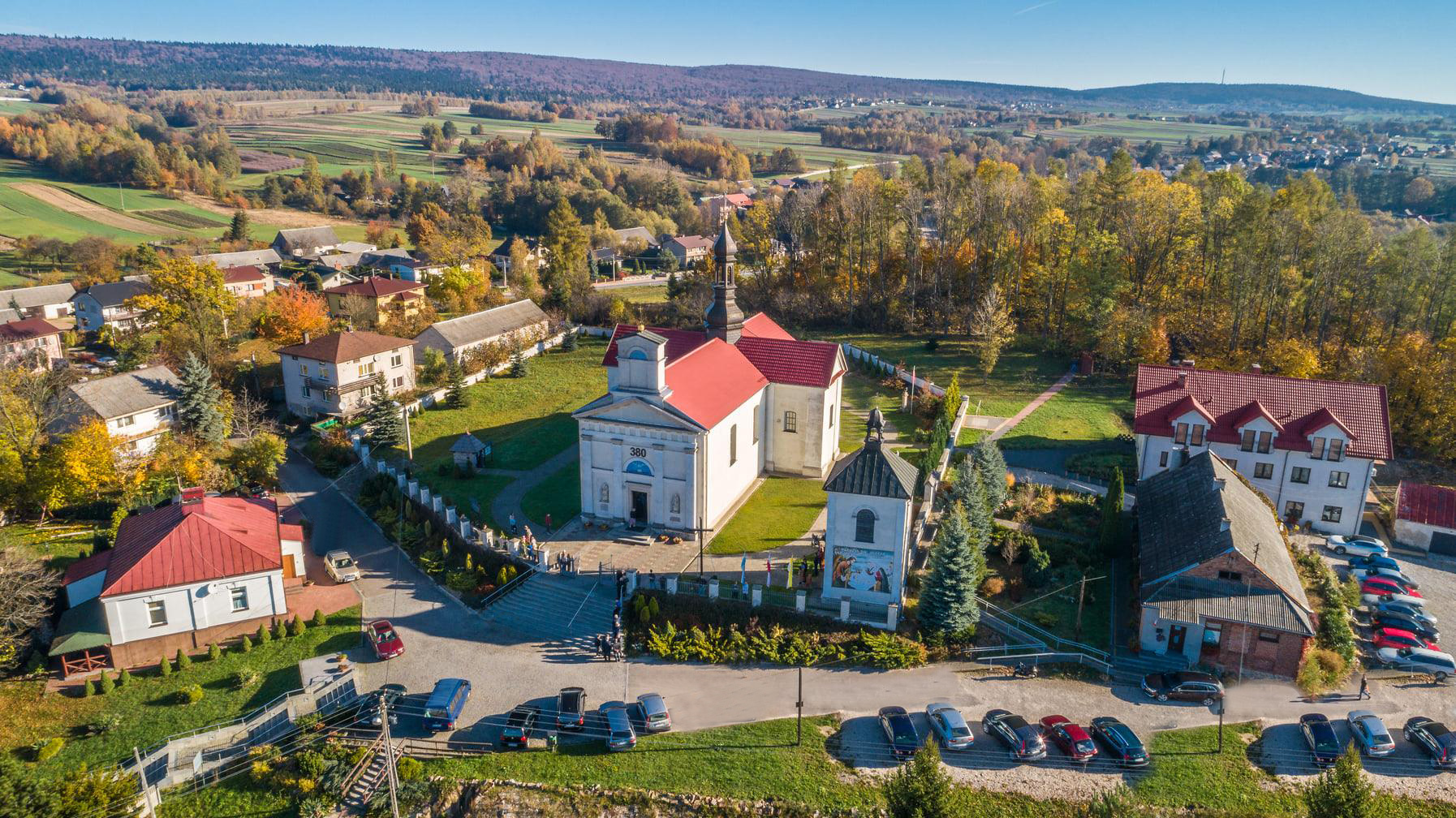
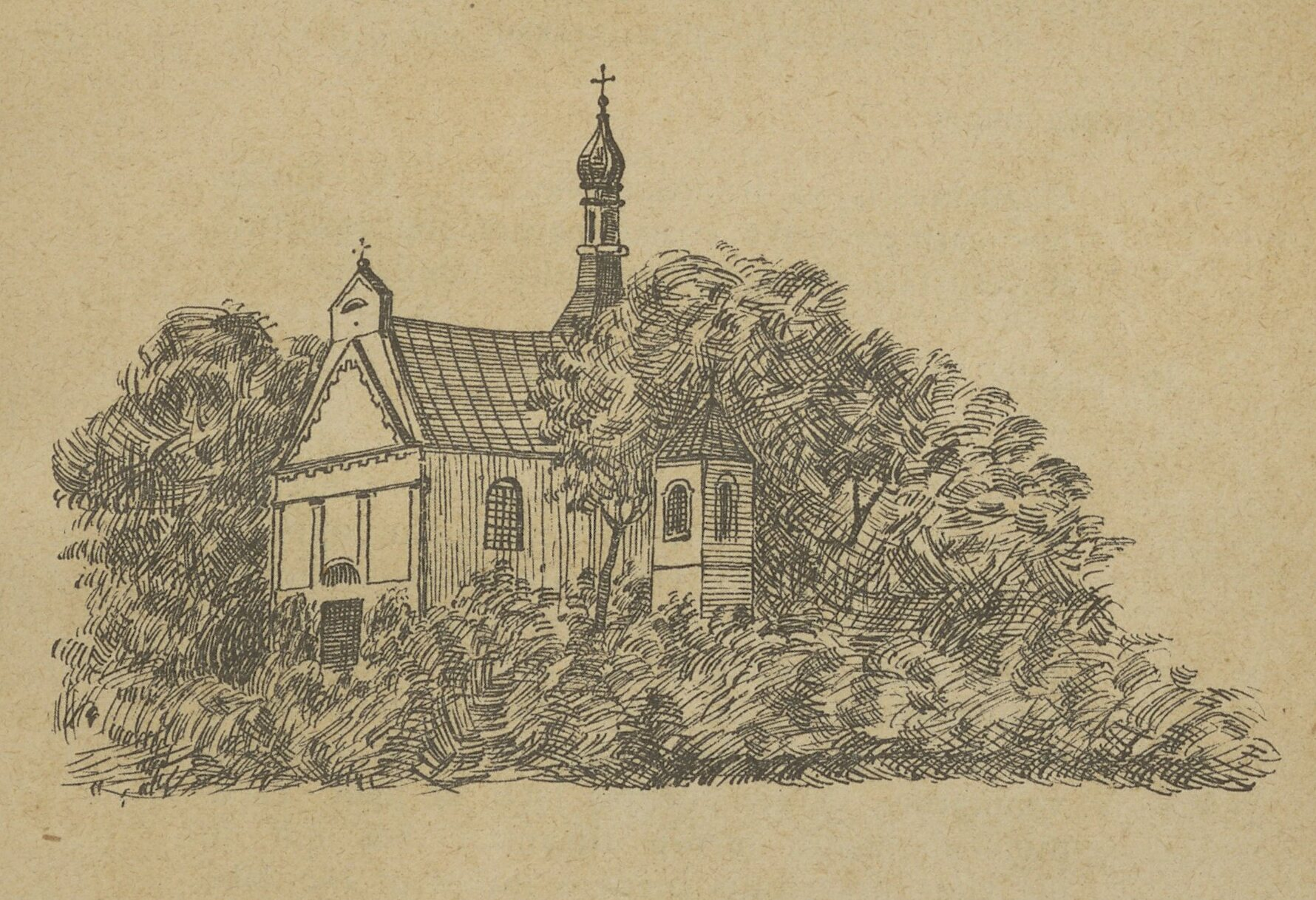
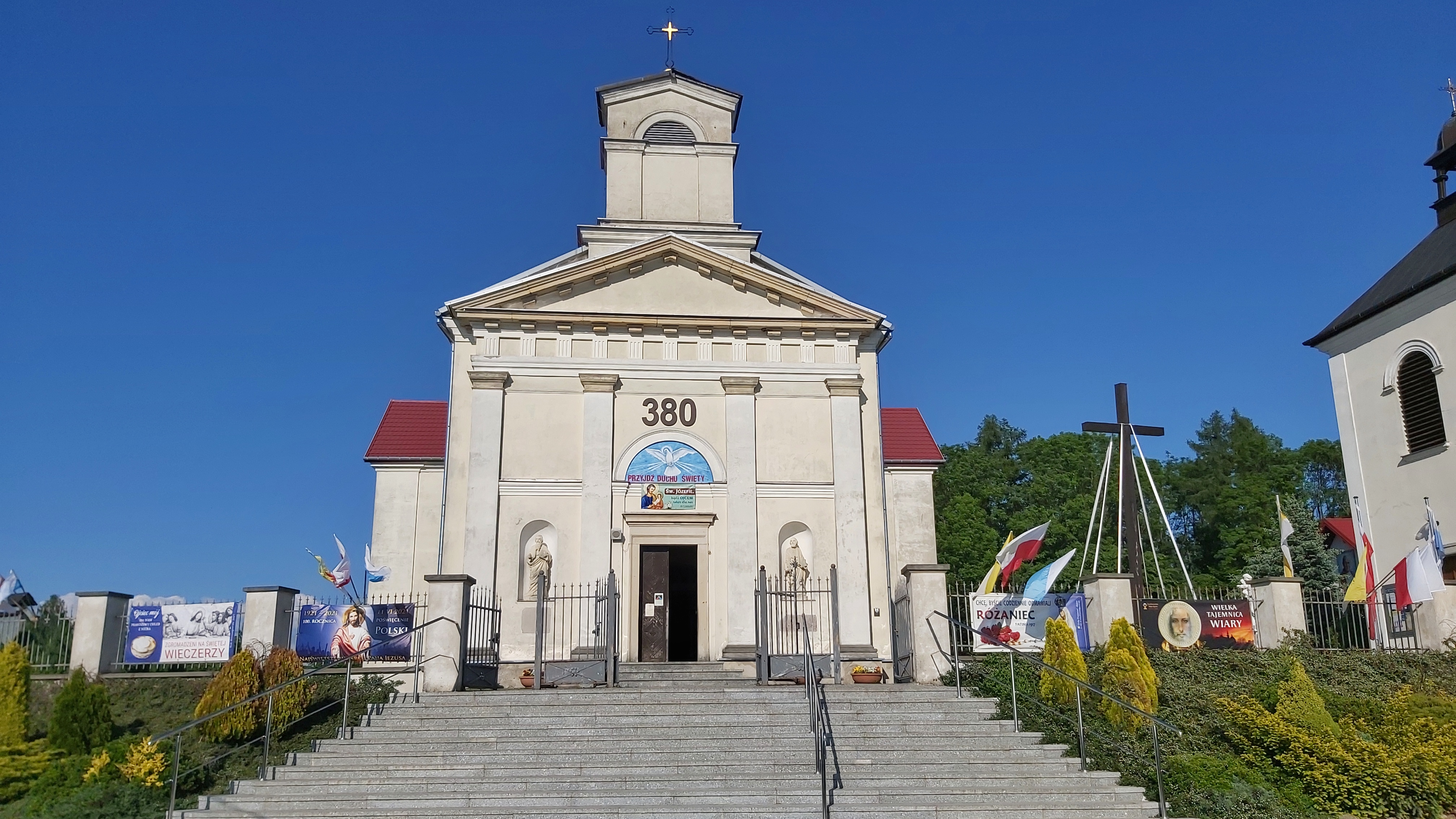